# 郭攸之
郭 攸之（かく ゆうし、生没年不詳）は、中国後漢時代末期から三国時代にかけての官僚、政治家。蜀漢に仕えた。字は演長。荊州南陽郡の人。

## 事績
才能と学問で当時の人々に名を知られた。劉備に仕えた時代の事績は残らないが、出師表によれば費禕・董允らと共に劉備から抜擢されたという。劉備の死後は引き続き劉禅に仕えた。
官位は、出師表で侍中として挙げられている以外、明確でない。『三国志』「廖立伝」によると、侍中だった廖立は、建興元年（223年）に劉禅が即位すると長水校尉に移されたが、その後に「中郎の郭演長は人に付き従うのみの男で、大事を謀るには能力が不足しているくせに、侍中になっている」と語っている。一方、『華陽国志』「劉後主志」では、建興2年（224年）に費禕・董允と共に、黄門侍郎に任命されている。
建興5年（227年）、諸葛亮は出師表において、費禕・董允と同列に郭攸之の名を挙げた。素直で真心があり（「良実」）、志は純粋である（「志慮忠純」）とし、損益を斟酌して忠言を尽くすのはこの3人であると、諸葛亮は評している。また「貞良死節之臣」とも称賛されている。しかし、郭攸之は穏やかで素直な性格であるがゆえに、侍中の官位に留まるのみであった。そのため、劉禅に忠言を奉る役割は全て董允が担ったという。
小説『三国志演義』でも、出師表に名前が挙げられるのみで、取りわけ活躍が見えない。